# Тряпка

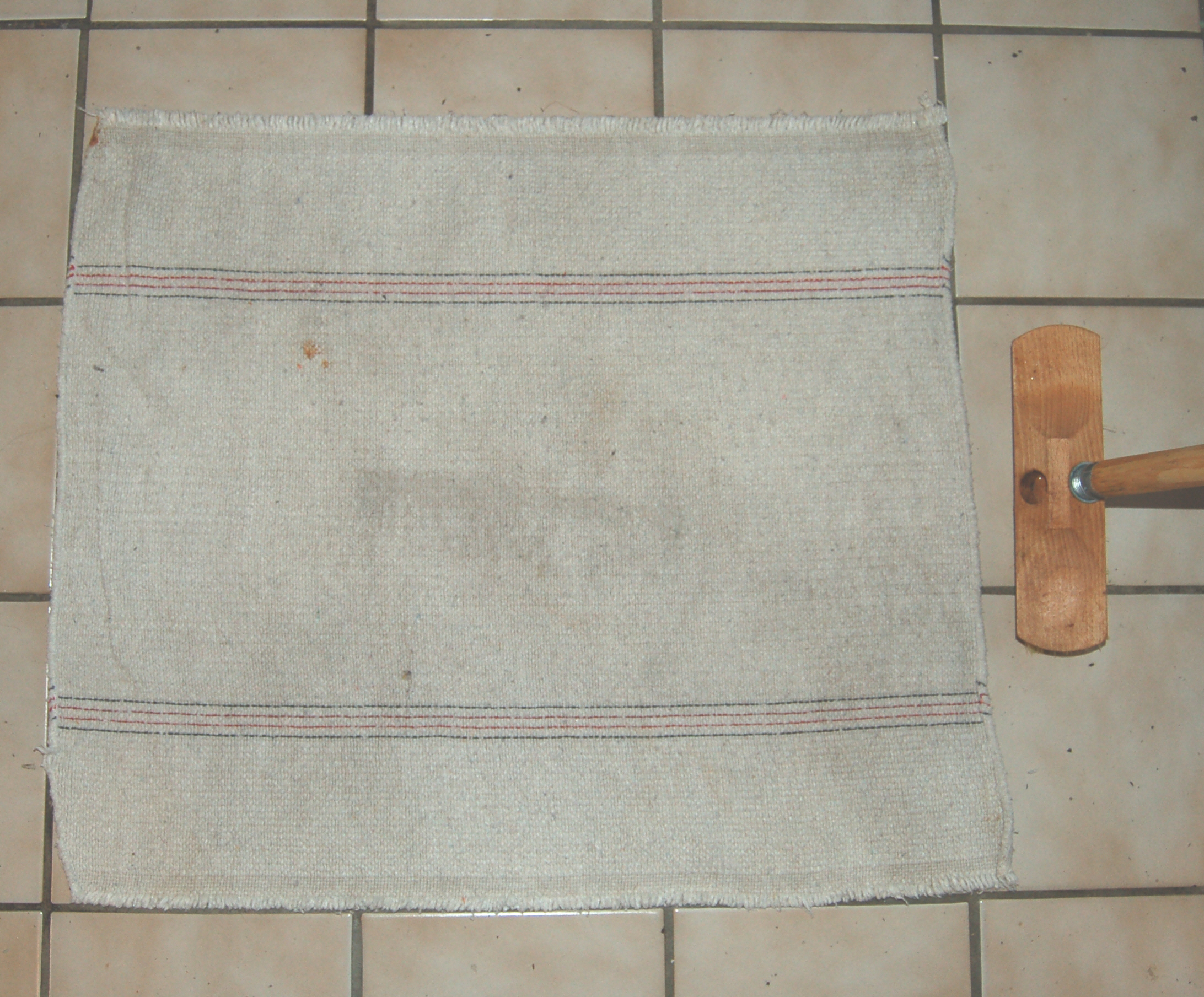
Половая тряпка.

Тря́пка — кусок материи (ткани), как правило, используемый для вытирания, уборки, очистки, мытья. В технике принят термин «ветошь».

## Применение
Исторически первыми материалами, используемыми в качестве тряпок, являлись хлопок и лён. В советском обществе в качестве тряпок начали выступать изношенные предметы одежды. Для изготовления тряпок, обладающих повышенными потребительскими качествами, используется полиэстер. Тряпки из микроволокна (разг. «микрофибра») способны удалять загрязнения без мыла и чистящего порошка, не оставляя следов на поверхности.